# Project Runway El Djazair
 (novembre 2023).
Project Runway El Djazair, est la version algérienne de l'émission de télé-réalité américaine à succès Project Runway . Sa première aura lieu le 4 novembre 2023 sur Echorouk TV. L'exposition présente 12 designers algériens qui concourent pour devenir « le prochain grand designer algérien ». Les concurrents s'affrontent pour les meilleurs costumes et sont limités en temps, en matériaux et en thème. Vos créations seront examinées et un ou plusieurs designers seront éliminés chaque semaine. Dans chaque épisode, les candidats sélectionnés sont progressivement éliminés en fonction des scores des juges jusqu'à ce qu'il ne reste plus que quelques candidats. Ces finalistes prépareront une collection de mode complète parmi laquelle le gagnant sera sélectionné. Chaque épisode présente un juge invité célèbre impliqué dans le processus décisionnel,.
Project Runway El Djazair est animé par Maroua The Doll Beauty et jugé par Karim Akrouf, Rayan Atlas et Meriem Abdellatif.

## Format
Project Runway El Djazair utilise une approche d'élimination progressive, réduisant un groupe initial de 12 créateurs de mode ou plus à trois ou quatre avant le défi final. Chaque épisode présente un invité célèbre annonçant un nouveau défi dans lequel le créateur doit développer un ou plusieurs nouveaux vêtements à exposer lors du défilé de mode. Les défis vont de la diversité créative à la mise à l'épreuve de l'ingéniosité des créateurs tout en préservant leur esthétique personnelle en matière de création de mode. Une fois le défi annoncé, les créateurs reçoivent une allocation budgétaire pour sélectionner et acheter des tissus et des idées, puis disposent d'un temps limité pour terminer leurs créations. Les concepteurs travaillent généralement de manière indépendante, mais certains défis nécessitent que les participants travaillent en équipe ou en groupe collectif. Une fois la date limite arrivée, le créateur doit habiller le modèle et choisir la coiffure, le maquillage et les accessoires.